# Abraham Aubry
Abraham Aubry (fl. XVII secolo) è stato un incisore tedesco del XVII secolo.

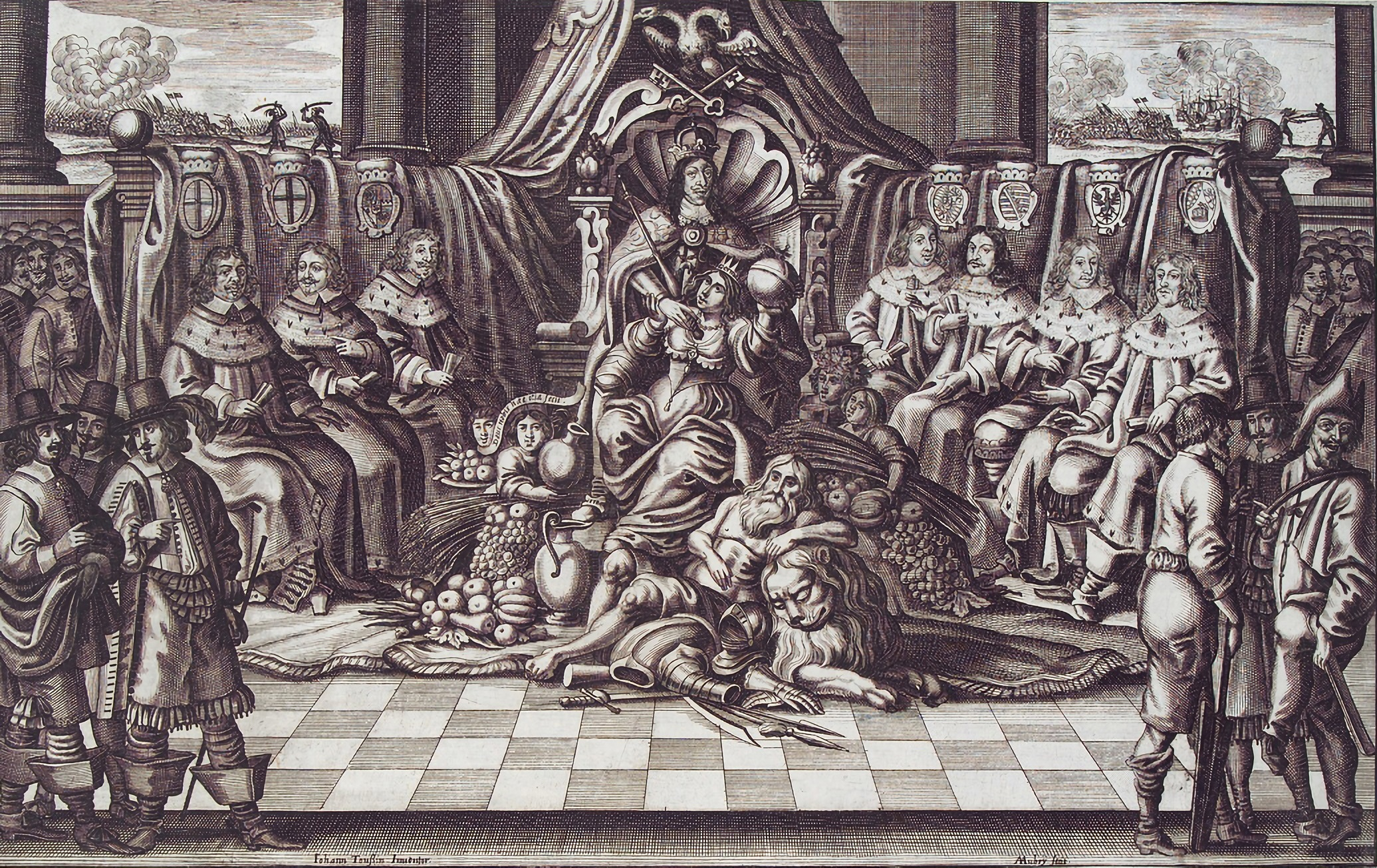
L'imperatore e gli otto principi elettori, incisione di Abraham Aubry, Norimberga 1663/64

Nato forse a Strasburgo, lavorò nella stessa città fino al 1650, nel 1682 si spostò a Colonia. Ha operato per tantissimo tempo in ambito renano.
I suoi fogli sono ricercati come curiosità, vi rappresentò prevalentemente vedute di città oppure avvenimenti contemporanei, spesso accompagnati da spiegazioni e descrizioni.